# Setopus aequatorialis
Setopus aequatorialis is een buikharige uit de familie Dasydytidae. Het dier komt uit het geslacht Setopus. Setopus aequatorialis werd in 1991 voor het eerst wetenschappelijk beschreven door Kisielewski. 